# Oxystophyllum cuneatipetalum
Oxystophyllum cuneatipetalum är en orkidéart som först beskrevs av Johannes Jacobus Smith, och fick sitt nu gällande namn av Mark Alwin Clements. Oxystophyllum cuneatipetalum ingår i släktet Oxystophyllum och familjen orkidéer.
Artens utbredningsområde är Sumatera. Inga underarter finns listade i Catalogue of Life.